# Melling
Melling är en civil parish i Storbritannien.   Den ligger i distriktet Sefton i Merseyside i riksdelen England, i den centrala delen av landet, 290 km nordväst om huvudstaden London.